# 1896年夏季奧林匹克運動會游泳男子500米自由泳比賽
男子500米自由泳比賽是1896年夏季奧林匹克運動會游泳比賽四個比賽項目之一，500米自由泳比賽是游泳比賽第三場賽事。比賽只有三名游泳選手參加，保罗·诺伊曼為奧地利取得第一枚奧運會金牌。100米自由泳冠軍豪约什·奥尔弗雷德本來打算包辦參加游泳三項比賽，但由於500米比賽是在100米之後立即開始，所以他沒有參加500米比賽。艾夫斯塔西奧斯·喬拉法斯才是唯一參加三項游泳比賽的游泳運動員。
這是奧運會唯一一次出現500米自由泳游泳比賽，1900年舉辦200米和1000米比賽，現今標準游泳項目的400米比賽於1904年首次亮相（以碼為單位，僅適用於1904年奧運會）。
比賽形式為游泳者被乘船帶到海灣，然後所有泳將同時游向海岸。

## 賽程
500公尺自由式是游泳比賽的第三個項目，緊接著100公尺自由式和水手100公尺自由式。
| 日期          | 時間  | 階段 |
| ------------- | ----- | ---- |
| 1896年4月11日 | 11:00 | 決賽 |

## 賽果
| 排名 | 參加者                  | 国家   | 紀錄   |
| ---- | ----------------------- | ------ | ------ |
| 金牌 | 保罗·诺伊曼             | 奥地利 | 8:12.6 |
| 銀牌 | Antonios Pepanos        | 希腊   | 9:57.6 |
| 銅牌 | 艾夫斯塔西奧斯·喬拉法斯 | 希腊   | 不詳   |